# Meteorus pallicornis
Meteorus pallicornis är en stekelart som beskrevs av Chen och Wu 2000. Meteorus pallicornis ingår i släktet Meteorus och familjen bracksteklar. Inga underarter finns listade i Catalogue of Life.